# Bodedern

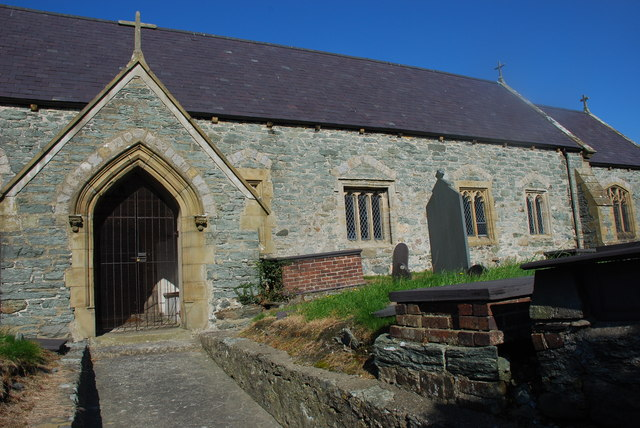
Bodedern: la chiesa di Sant'Edeyrn

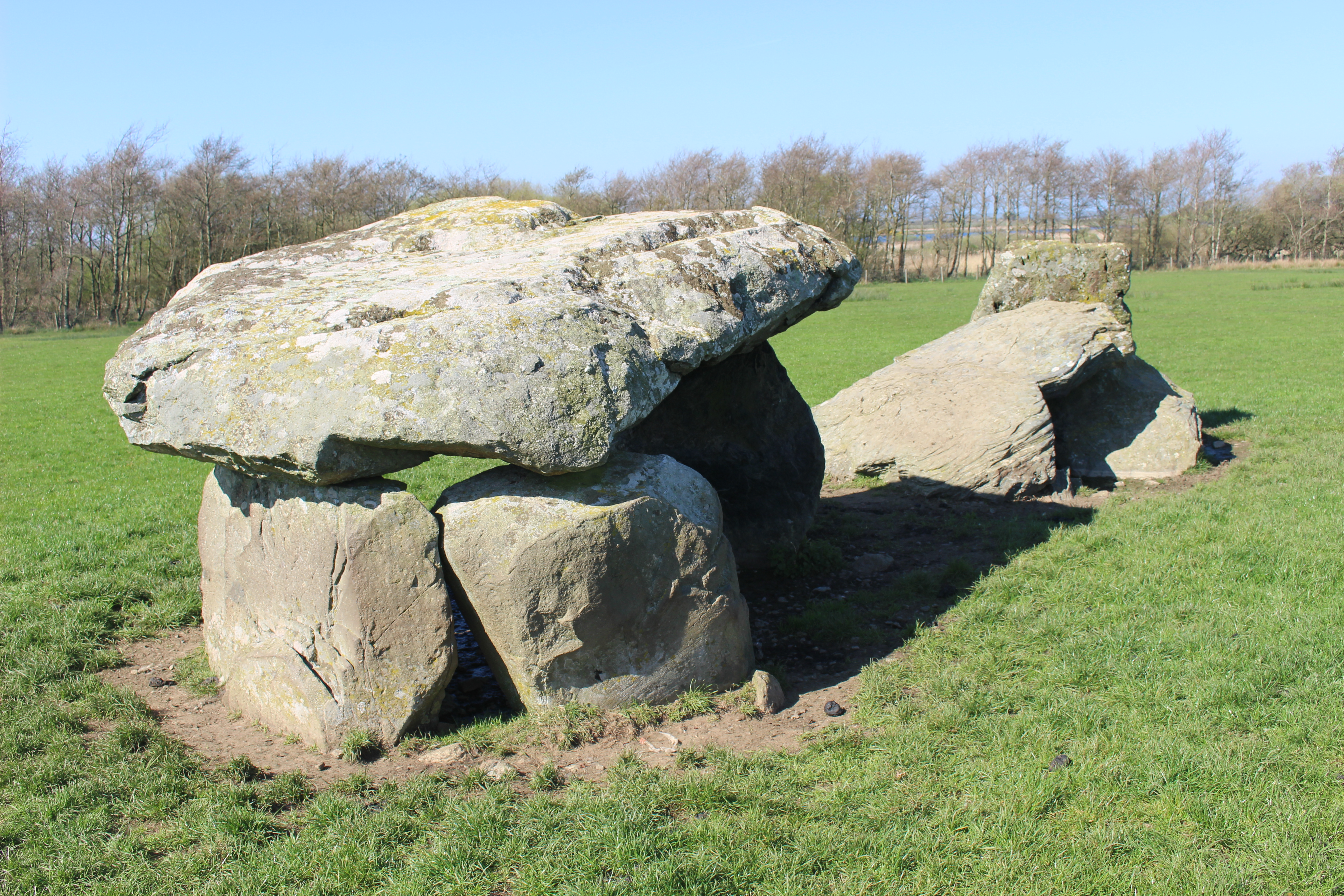
La camera sepolcrale di Presaddfed, nei dintorni di Bodedern

Bodedern è un villaggio con status di comunità (community) del Galles nord-occidentale, situato nell'isola e contea di Anglesey. L'intera community conta una popolazione di circa 1100-1200 abitanti.

## Geografia fisica
Bodedern si trova nella parte nord-occidentale dell'isola di Anglesey, a sud-est del Llyn Alaw e a nord del villaggio di Rhosneigr e poco a est di Holyhead. La parte meridionale della community si estende lungo la A55.
L'intera community occupa una superficie di 19,32 km². Nel territorio della community, segnatamente nella sua parte settentrionale/nord-orientale, si trova il Llyn Llywenan, il più grande lago naturale dell'isola di Anglesey.

## Origini del nome
Il toponimo Bodedern significa letteralmente "casa di Edern" in onore di un bardo che visse qui nel VII secolo.

## Storia
Nel corso del XIX secolo, gran parte della popolazione di Bodedern era dedita alla filatura.
Nel 1820, venne inaugurata una scuola pubblica in loco.

## Monumenti e luoghi d'interesse

### Architetture religiose

#### Chiesa di Sant'Edeyrn
Principale edificio religioso di Bodedern è la chiesa dedicata a Sant'Edeyrn (o Edern), eretta probabilmente nel XIV secolo e ampliata nel 1871 su progetto dell'architetto Kennedy and O'Donoghue.

### Architetture civili

#### Presaddfed Hall
A 1,5 a est/nord-est del villaggio di Bodedern si trova poi  Presaddfed Hall, una residenza realizzata nel 1686 e ampliata nel 1821.

### Siti archeologici

#### Camera sepolcrale di Presaddfed
Altro luogo d'interesse nei dintorni di Bodedern è la camera sepolcrale di Presaddfed (Presaddfed Burial Chamber), un monumento preistorico eretto tra il 4000 e il 2000 a.C.
In origine le camere sepolcrali erano due (una è crollata)  e, secondo una leggenda, nel XVIII secolo sarebbero stat usate come riparo da una famiglia povera.

## Società

### Evoluzione demografica
Nel 2020, la comunità di Bodedern era stimata in 1 181 abitanti, in maggioranza (593) di sesso femminile.
La popolazione al di sotto dei 18 anni era stimata in 261 unità (di cui 175 erano i bambini al di sotto dei 10 anni), mentre la popolazione dai 65 anni in su era stimata in 228 unità (di cui 58 erano le persone dagli 80 anni in su).
La community ha conosciuto un incremento demografico rispetto al 2011 e al 2001, quando la popolazione censita era pari a 1051 e 1 074 unità.

## Sport
La squadra di calcio locale è il CPD Bodedern Athletic Football Club, club fondato nel 1946.